# Miguel Ángel de Muguiro
Miguel Ángel de Muguiro (Madrid 30 de juliol de 1880 - 4 d'octubre de 1954) fou un diplomàtic espanyol, conegut per haver salvat de l'Holocaust nombrosos jueus sefardites.

## Biografia
Pertanyia al cos diplomàtic i en produir-se el cop d'estat del 18 de juliol es posà de part dels revoltats, arribant a formar part de la Junta Tècnica de l'Estat i presidint de manera interina (1937-1938) la comissaria d'afers exteriors.
Després fou destinat a l'Ambaixada d'Espanya a Budapest (Hongria), on va contribuir a la salvació de jueus perseguits pel govern pro-alemany de Miklos Horthy. En un ambient de pogroms, persecucions pels carrers i camps de trànsit organitzats pels nazis hongaresos de la Creu Fletxada per a concentrar als jueus abans del seu enviament als camps d'extermini, Miguel Angel de Muguiro, com a Encarregat de negocis, va escriure a Madrid escandalitzat pels registres, les pallisses que els membres de les SS practicaven.
Muguiro, com altres diplomàtics espanyols, havia rescatat un vell decret promulgat per Miguel Primo de Rivera l'any 1924, en virtut del qual tots els qui demostressin ser d'origen sefardita, obtindrien immediatament la nacionalitat espanyola. Ocultaven que el decret havia expirat en 1931, però a Madrid no se'n recordaven i els nazis, naturalment, no ho sabien. Muguiro es va agafar a aquest decret per a sol·licitar a les autoritats hongareses la protecció dels sefardites. El problema és que a Hongria, de sefardites de veritat n'hi havia molt pocs. No donaven ni per a omplir un tren.
Muguiro, però, va continuar els seus esforços i va informar a Madrid del negre esdevenidor que esperava a la comunitat jueva. Fent valer la seva condició de diplomàtic va intercedir a favor de tots els jueus que va poder i va culminar la seva obra fent-se càrrec d'un carregament de nens, 500 exactament, la destinació dels quals era una cambra de gas a Polònia. Va aconseguir visat per a tots i els va despatxar a Tànger, que en aquells dies era una mena de colònia espanyola. Aquesta i altres actuacions li van donar molt mala fama entre hongaresos i alemanys, que van presentar una queixa a les autoritats espanyoles. Muguiro va ser destituït fulminantment. El seu lloc el va ocupar el secretari d'Ambaixada que, com ell, s'havia implicat personalment en el salvament del jueus perseguits. Es deia Angel Sanz Briz, més tard reconegut amb el títol de Just entre les Nacions, ensems al diplomàtic suec Raoul Wallenberg que, també destinat a Budapest, va ser l'iniciador d'aquesta acció salvadora.
Muguiro, i altres diplomàtics espanyols que com ell, van ajudar els jueus a fugir de l'Holocaust van ser rescatats de l'oblit l'any 2000 quan el Ministeri d'Afers Exteriors d'Espanya va dedicar una pàgina web a la seva memòria, anomenada Diplomáticos españoles durante el Holocausto, sent Ministre Abel Matutes.
Posteriorment, l'any 2007, van ser homenatjats un altre cop en una exposició titulada Visados para la libertad organitzada per la Casa Sefarad a Madrid.